# Galilée (architecture)
Pour les articles homonymes, voir Galilée.

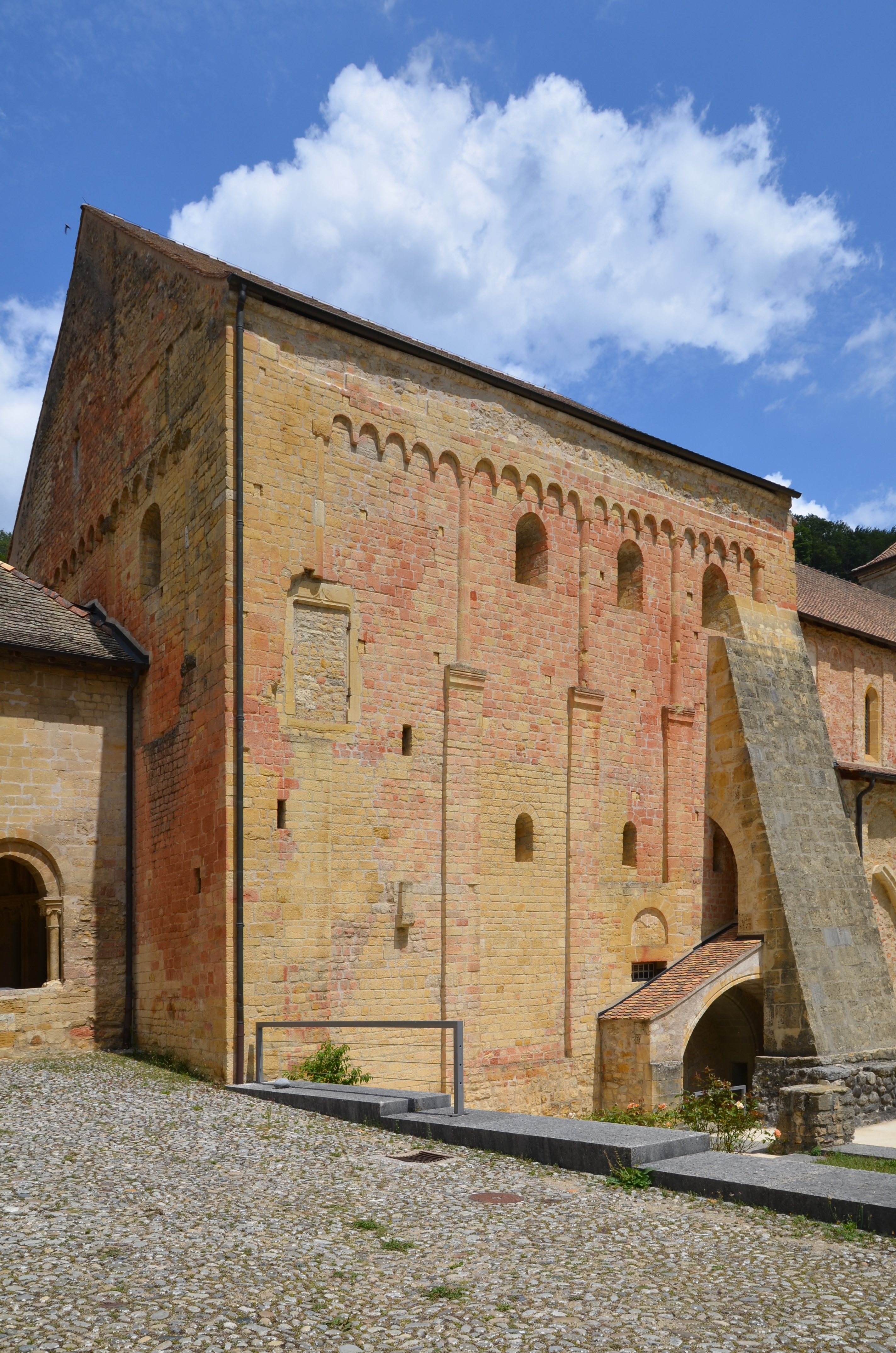
Galilée clunisienne de Romainmôtier.

Une galilée, en architecture, est une avant-nef d'une église, parfois surmontée de tours. Généralement, ces avant-nefs étaient situées à l'ouest de l'édifice, celui-ci étant tourné vers l'est. Les galilées sont spécialement répandues dans les églises des monastères clunisiens. On parle de galilées clunisiennes.
Les galilées se distinguent de simples narthex et des massifs occidentaux par leur architecture et leur fonction. Contrairement aux premiers, elles sont composées de deux niveaux : un niveau bas servant de porche à l'édifice, et utilisé pour des processions, et une chapelle située au-dessus. Contrairement aux seconds, qui sont également construits à deux niveaux, elles présentent une organisation spatiale et une fonction très différente. D'un point de vue fonctionnel et symbolique, les galilées sont liées à l'espérance de la résurrection et donc plus spécifiquement à la prière pour les défunts.
Des galilées sont également présentes, quoi qu'assez différentes, dans certaines cathédrales gothiques notamment en Angleterre.

## Nom et fonction
Le nom de « galilée » vient de la province de Galilée, au nord de la Palestine antique. Plusieurs étymologies sont proposées pour expliquer la dénomination médiévale de cette forme architecturale. Une première hypothèse se réfère à un hypothétique bâtiment situé sur le mont Galilée à Jérusalem, dont la cour aurait été entourée de portiques. Ces portiques auraient inspiré le nom des structures placées en avant des églises concernées. Cette hypothèse est peu retenue par les archéologues occidentaux. La seconde hypothèse suggère que la Galilée correspondait à une région considérée par les Juifs de Judée comme peuplée de gens incroyants ou idolâtres, et que la galilée des églises était le lieu où les pénitents ou les catéchumènes non encore intégrés à la communauté pouvaient entendre le culte sans y être encore admis. Une troisième hypothèse part du principe que l'Ascension a eu lieu dans la région de Galilée. Les processions médiévales du dimanche s'achevant à l'entrée de l'église, une correspondance entre le plan ecclésial et la géographie d'Israël aurait été établie. Enfin, une dernière possibilité d'explication, complémentaire à la précédente, tiendrait au statut de nécropoles de nombreuses églises médiévales. Le porche, toujours lieu de l'Ascension, y était assez souvent le lieu d'inhumation de laïcs (donateurs, pèlerins, pauvres), et en tout état de cause le lieu représentant le dernier stade de la vie et la contemplation divine,,.
Les archéologues Kristina Krüger et Benjamin Saint-Jean Vitus privilégient la troisième et la quatrième hypothèses, celle d'une procession des moines commémorant le parcours du Christ après sa résurrection et se terminant par une commémoration de l'Ascension dans la galilée, et celle d'un espace de sépulture évoquant l'espérance d'une résurrection,. Ce qui n'invalide pas d'autres fonctions, notamment celle, qui s'apparente à la deuxième hypothèse évoquée ci-dessus, de lieu d'échange entre le monde laïc et le monde monastique, : la galilée s'apparente ainsi au lieu de contact entre la terre, que symbolise l'extérieur, et le ciel, représenté par le sanctuaire. Cette réflexion mêlant architecture et théologie aurait été développée par Odilon de Cluny.
Dans le cadre particulier de Cluny, la galilée y est également appelée « passage Galilée ». Le Liber tramitis semble suggérer qu'à Cluny, la seule partie véritablement appelée « galilée » était la chapelle, le porche situé dessous étant nommé « atrium »,. Le nom de « galilée » n'est historiquement attesté qu'à Cluny et à Saint-Bénigne de Dijon ; cependant, les archéologues font le lien avec d'autres églises présentant les mêmes caractéristiques.
L'immense majorité des sources mettent le mot au féminin, comme la province. Mais Peter Draper, dans son étude de 1986 sur les cathédrales anglaises, parle d'« un » galilée.

## Historique
La galilée clunisienne, si elle diffère du massif occidental, Westwerk ou Westbau, s'en inspire toutefois. Le Westwerk tel qu'on peut le voir encore à l'abbaye de Corvey comporte en partie haute, non une chapelle, mais une tribune ouvrant sur la nef. Toutefois, le lien de continuité entre les massifs occidentaux, présents dans le monde germanique et les édifices carolingiens, et les galilées, dont les premières traces certaines datent du milieu XIe siècle dans le duché de Bourgogne, n'est pas établi clairement.

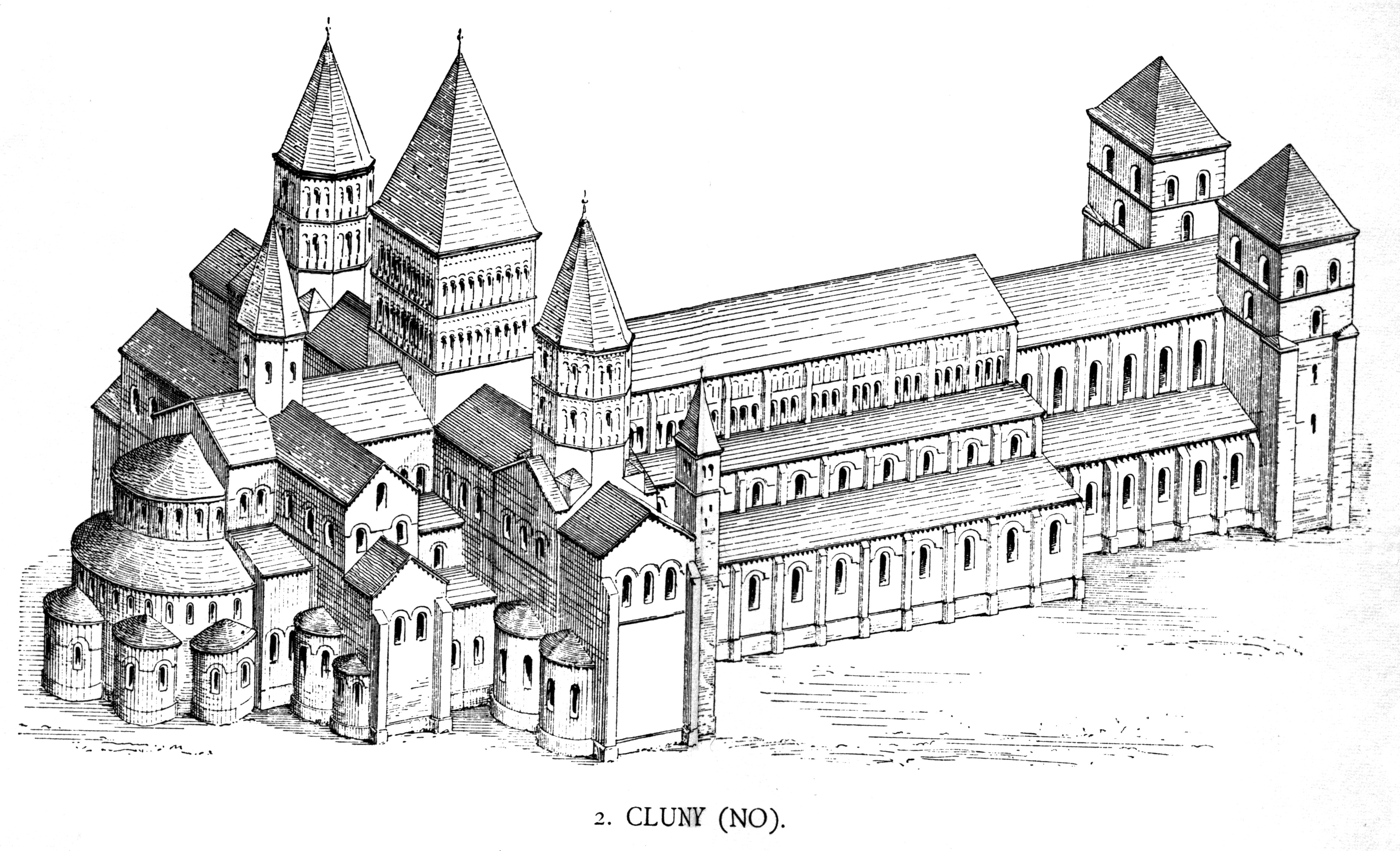
L'abbatiale de Cluny III, plus grande église du monde lors de sa construction. La galilée est visible à droite.

La première référence explicite à une galilée clunisienne date du Liber tramitis rédigé entre 1027 et 1048. Elle concerne l'abbaye de Cluny, plus précisément les abbatiales de Cluny II et Cluny III, dont la galilée mesurait 65 pieds de longueur, soit environ 22 mètres de longueur interne sur 16,50 mètres de largeur, et était surmontée de deux tours. Elle avait probablement une fonction liturgique de station solennelle pour les grandes processions,,. La galilée de Tournus, pour sa part, mesurait 18,85 mètres de longueur et 14 mètres de largeur pour une hauteur sous voûte de 7,40 mètres,.
À partir du XIIe siècle, l'importance de la mission charitable des monastères, assistance aux pauvres comme prière pour les défunts, contraint les moines de Cluny à réorganiser leurs pratiques. De cette époque, les clunisiens ne construisent plus de galilées, mais simplement une tribune la rappelant à l'extrémité occidentale de la nef. Une hypothèse parfois évoquée, mais jamais attestée dans la littérature médiévale, suppose que la galilée aurait pu être un lieu réservé aux convers. 

## Architecture

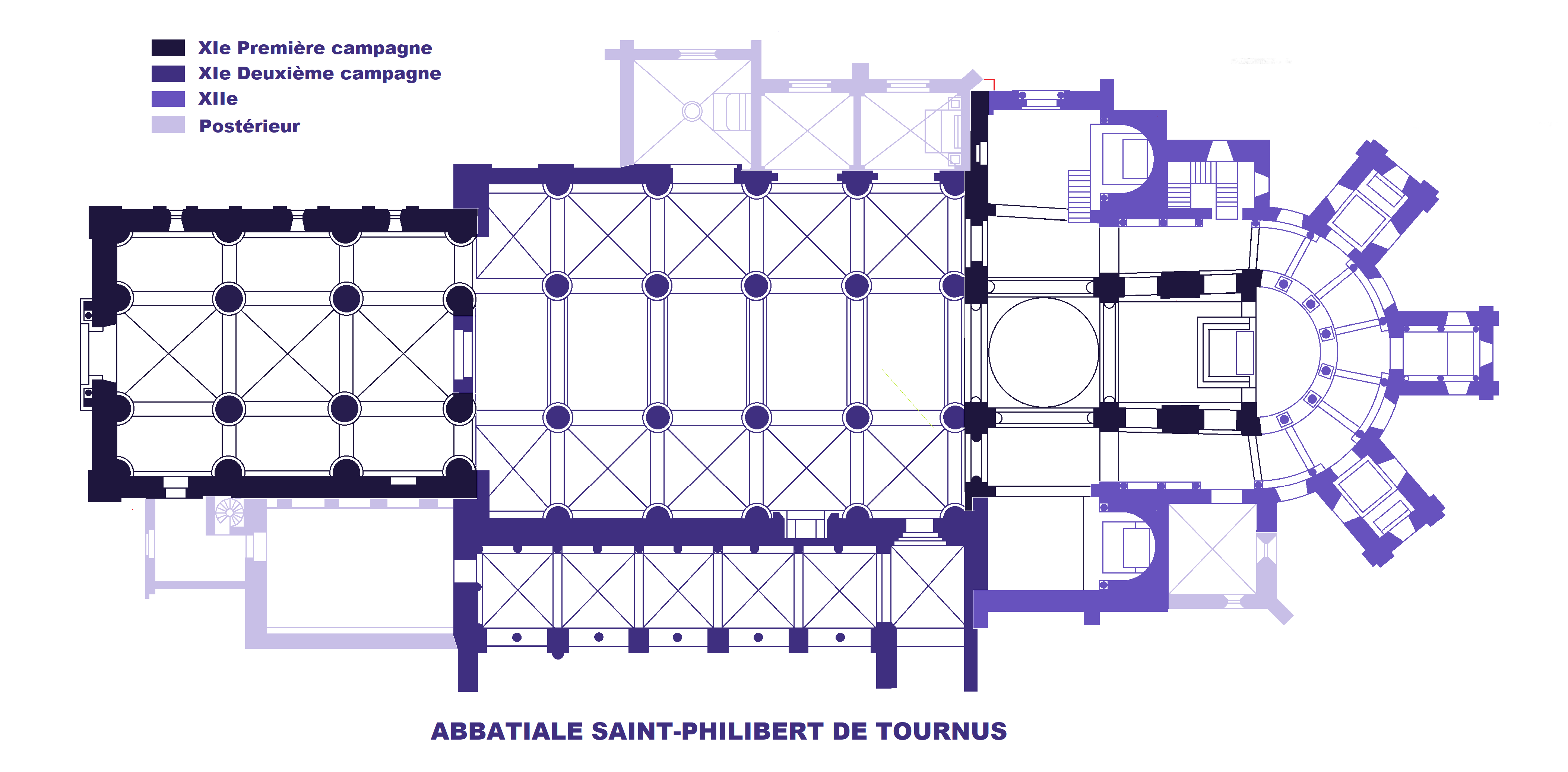
Plan de l'abbatiale de Tournus ; la galilée de trois travées y est visible en bleu très sombre à gauche.

Une des caractéristiques majeures des galilées clunisiennes est que le rez-de-chaussée peut s'ouvrir à l'extérieur par des arcades ou former un espace à murs continus, alors que l'étage renferme toujours, en tout cas dans la configuration initiale, une chapelle qui se termine à l'est par une abside dont le cul-de-four surplombe la nef de l'église. Cela distingue la galilée clunisienne d'un narthex, par exemple, qui se développe sur la même hauteur que la nef, ou d'un massif occidental, dont la partie supérieure forme tribune donnant sur le sanctuaire. Toutefois, cette chapelle surmontant le porche n'a pas toujours été conservée par la suite.

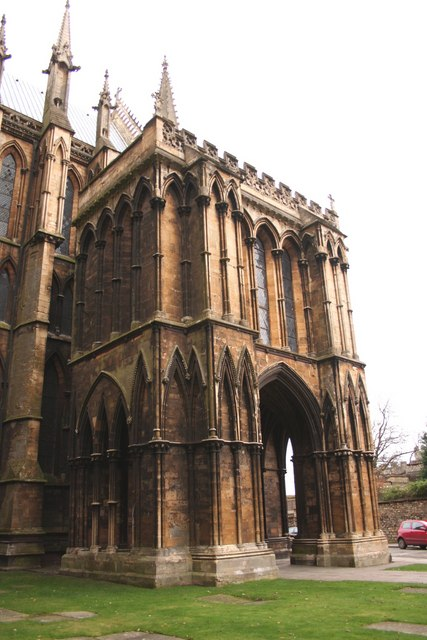
Galilée de la cathédrale de Lincoln.

Les galilées clunisiennes, contrairement à celle des cathédrales gothiques anglaises, par exemple, se caractérisent par leur alignement, ou quasi-alignement avec la nef, possédant notamment des bas-côtés si la nef en est flanquée. Dans le cas d'une galilée de faible profondeur, comme à l'abbatiale de Payerne, celle-ci ne compte qu'une seule travée de 5,20 mètres et ne comporte donc aucun pilier médian, mais seulement des colonnes engagées qui portent les trois voûtes.
La chapelle supérieure de la galilée, présente dans l'abbatiale de Cluny II, disparaît avec Cluny III pour ne plus former qu'une sorte de narthex, plus approprié pour les processions. En ce qui concerne la chapelle surmontant l'atrium, elle peut, comme à Romainmôtier ou Paray-le-Monial, présenter la même structure que l'étage inférieur, avec le même nombre de piliers et de cellules ; à l'inverse, le rez-de-chaussée peut servir de support, comme à Tournus, à une chapelle de type basilical avec une conception toute différente des ouvertures et donc de l'éclairage. Cette importance de l'édifice supérieur explique l'aspect massif des colonnes cylindriques du rez-de-chaussée, dont les voûtes supportent un poids considérable. 
La chapelle haute aurait renforcé la fonction funéraire de la galilée évoquée par de nombreux auteurs. En effet, les messes en mémoire des défunts y étaient chantées, afin de ne pas perturber la Liturgie des Heures chantée dans la partie principale de l'édifice ; l'accès à la chapelle haute se faisant par des escaliers situés dans l'église, cela permettait aux moines de ne pas quitter la clôture.
La présence de la galilée commande également des changements sur l'architecture du reste de l'édifice. En effet, puisque deux escaliers latéraux permettent d'atteindre la chapelle supérieure depuis l'intérieur de l'église, il est nécessaire que les bas-côtés soient plus élevés que ce qui se faisait à cette époque, afin de laisser le passage à ces ouvrages.

Galilée clunisienne de Romainmôtier
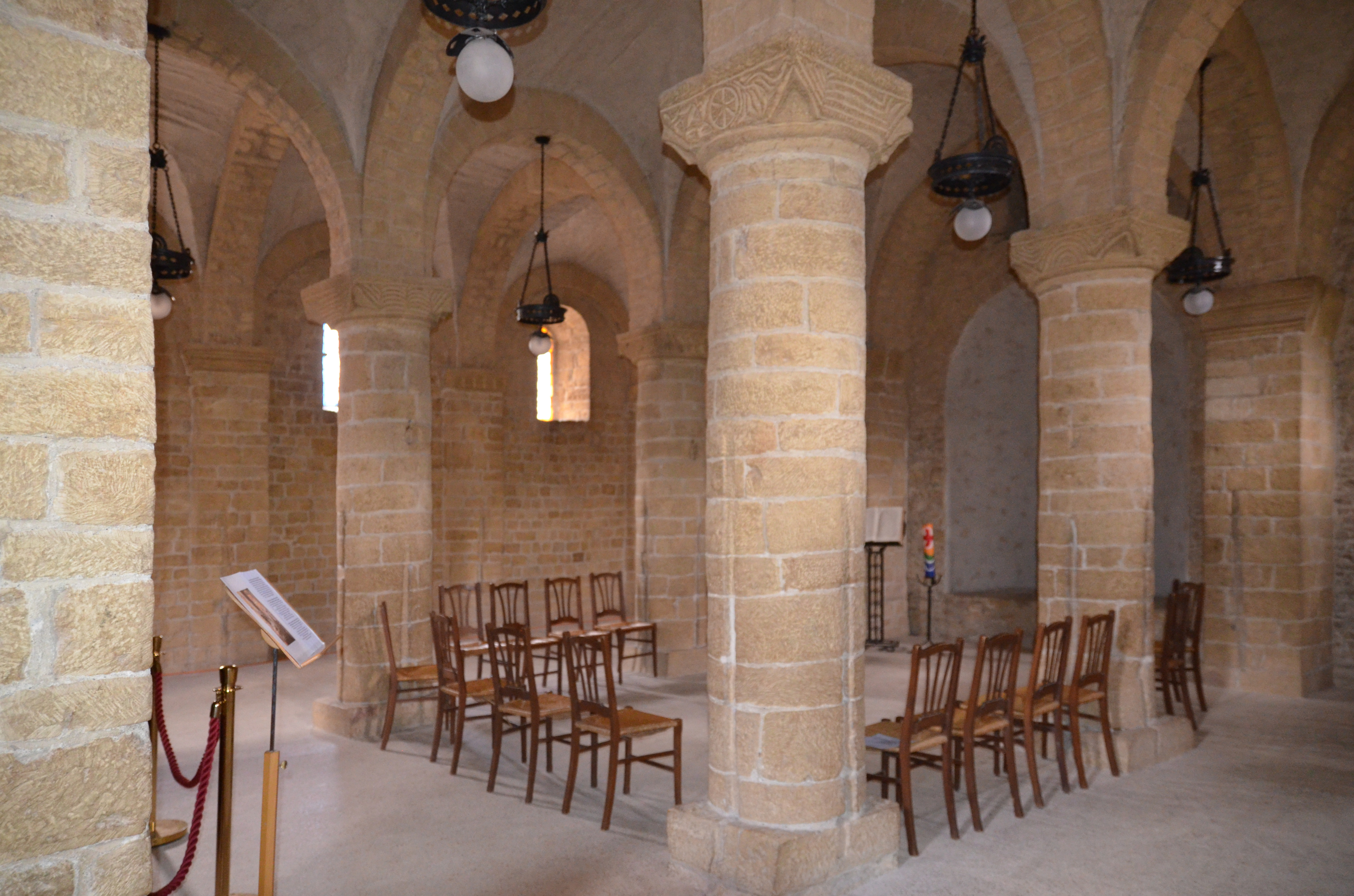
Chapelle Saint-Michel à l'étage de la galilée de l'abbatiale de Romainmôtier.
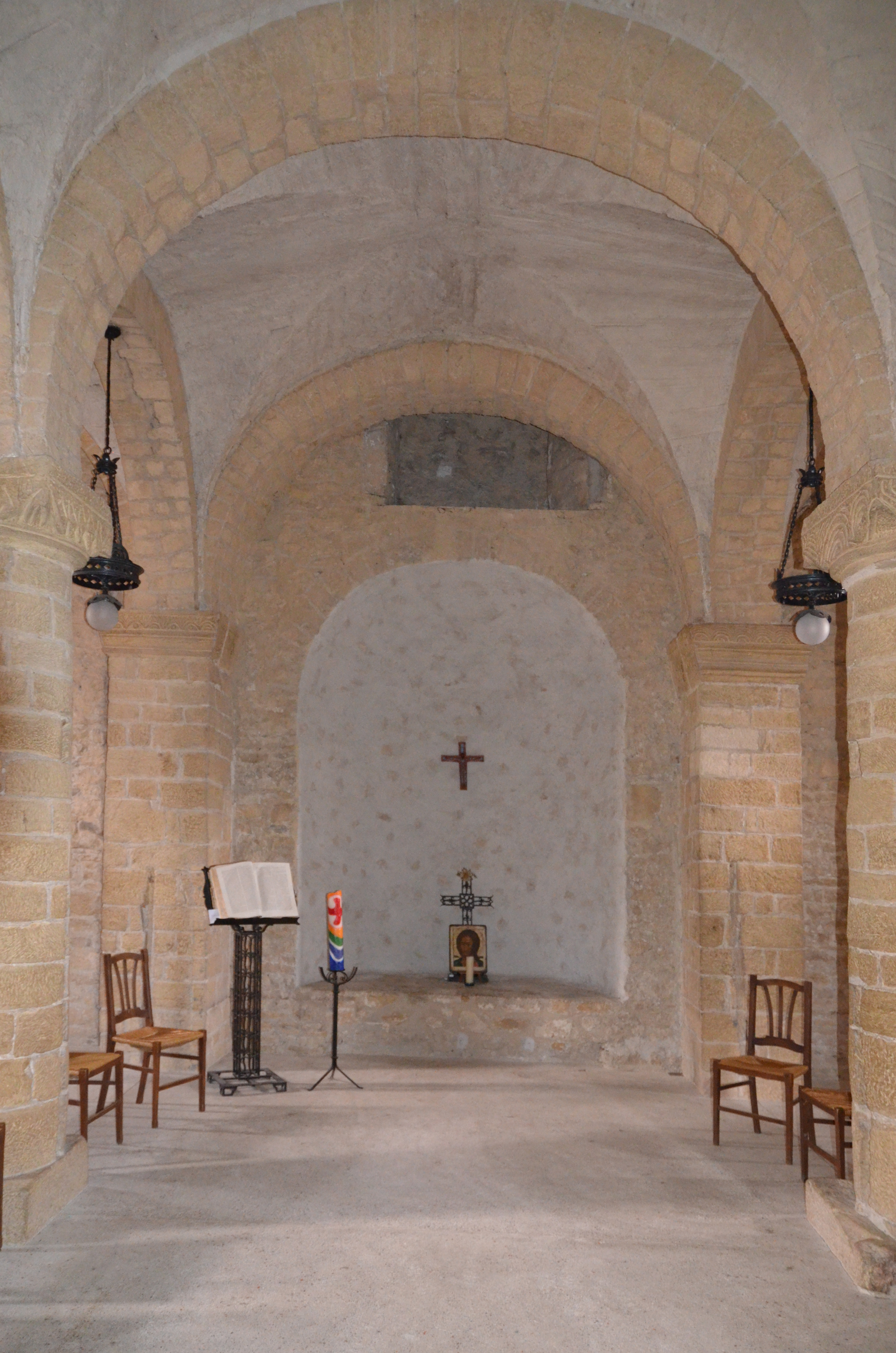
Abside et cul-de-four de cette chapelle.
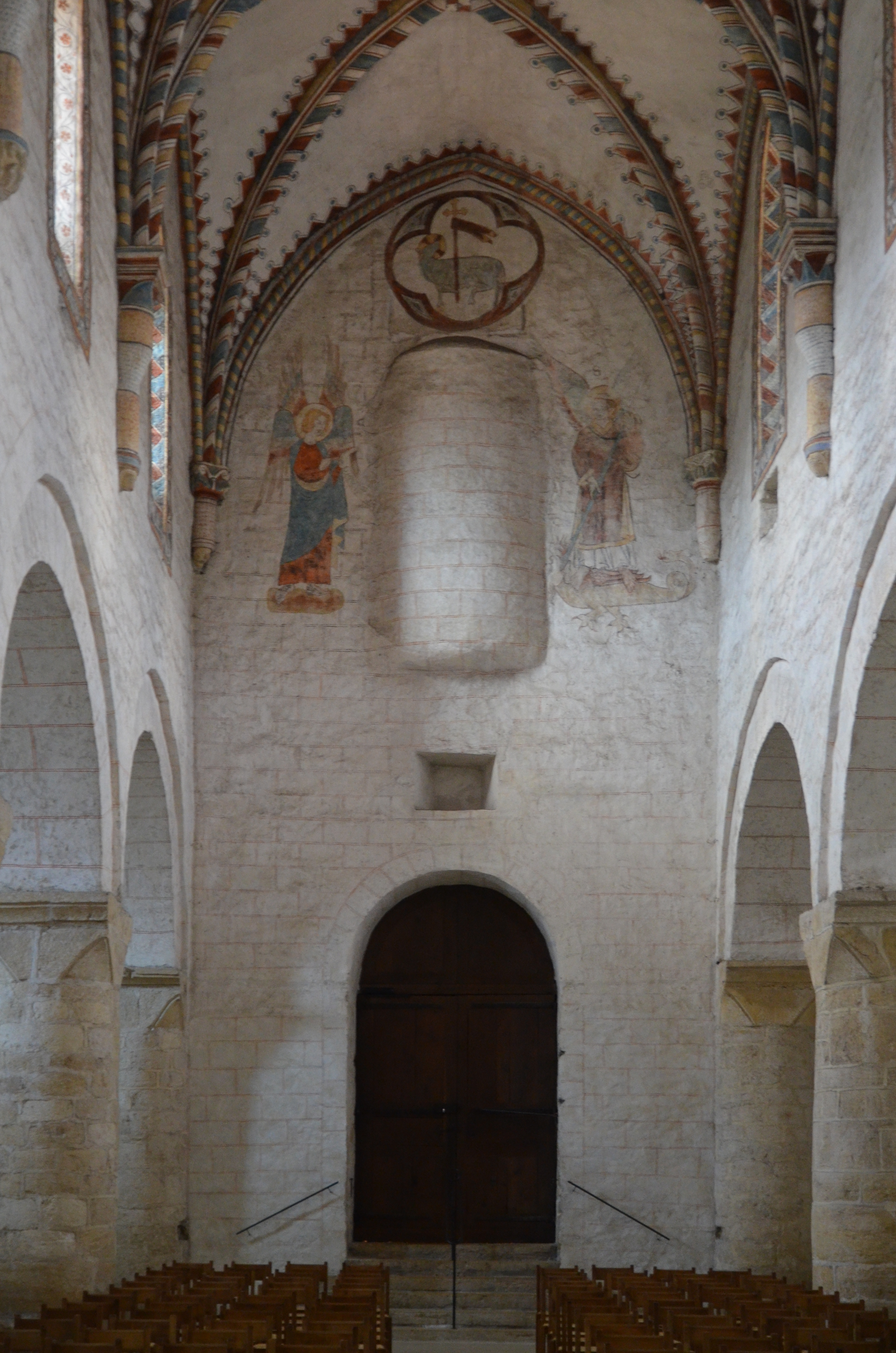
Nef de l'abbatiale et abside qui surplombe celle-ci.
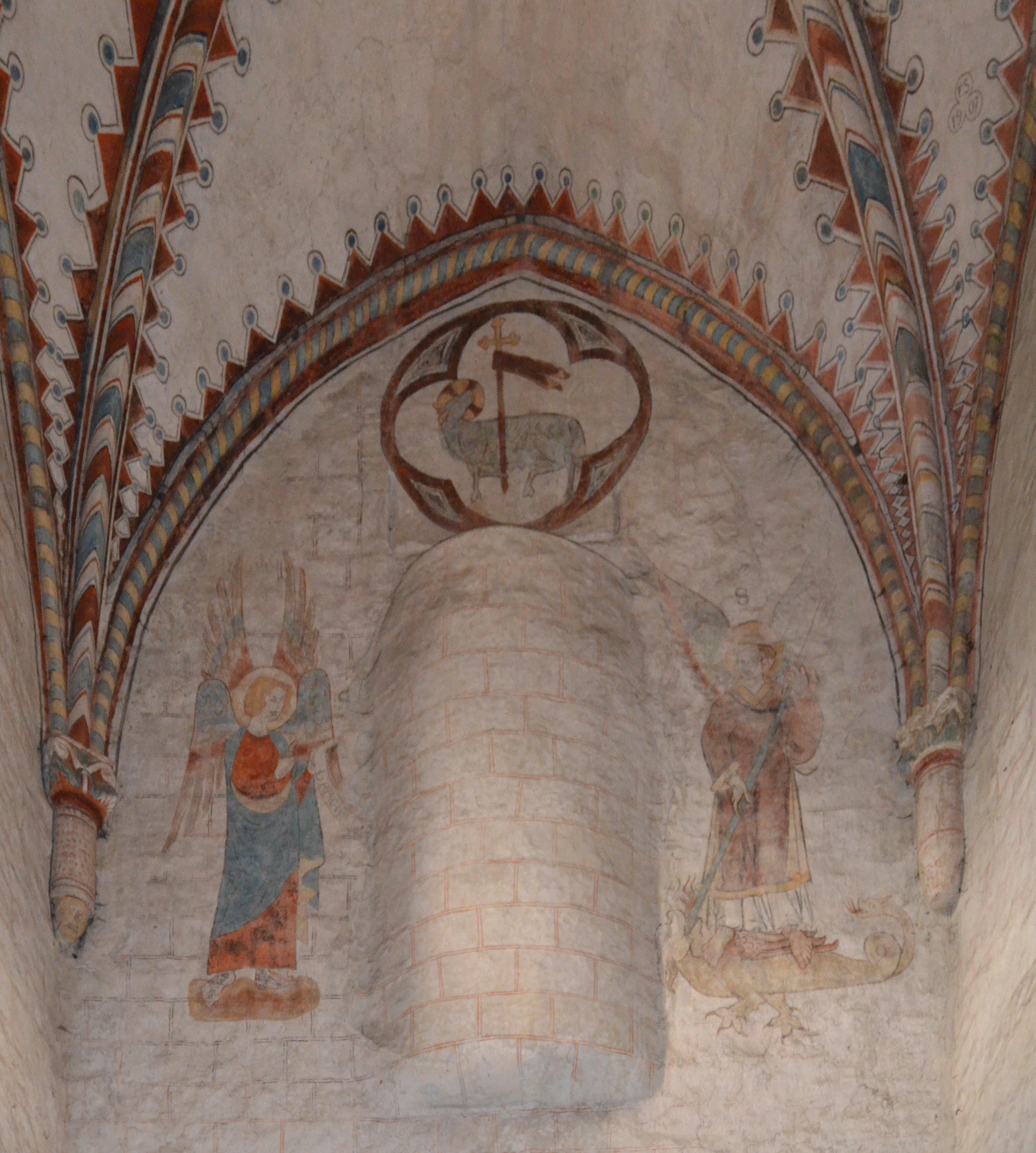
Détail de cette abside.

### Iconographie

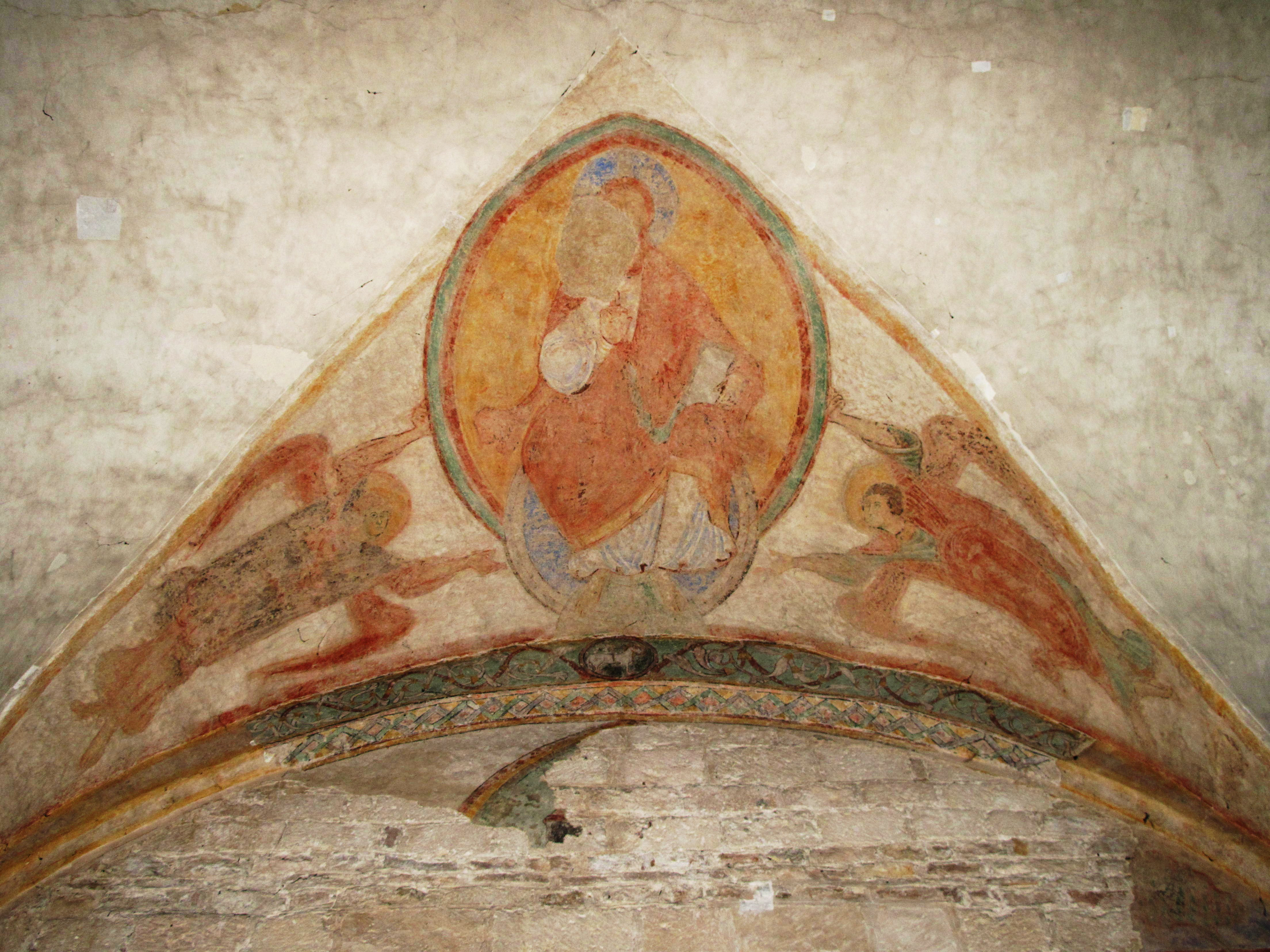
Fresque du Christ en gloire dans la galilée de l'abbatiale de Tournus.

Puisque le thème associé dans la théologie clunisienne  à la galilée est la mort et la résurrection, de Jésus mais aussi plus généralement des humains, l'iconographie rappelle cette thématique en représentant la Passion du Christ et sa résurrection.
À Tournus, la partie basse de la galilée est ornée d'une frise peinte datant du XIe siècle, représentant des feuillages sur fond noir se succèdent à l’intérieur d’un cadre bordé de
filets jaunes et rouges. La voûte de la dernière travée centrale est en outre recouverte d'une peinture murale représentant le Christ en Majesté dans une mandorle, entouré de deux anges et datée de 1120 environ.

## Fonction mortuaire
La découverte dans le même monastère de sépultures d'hommes comme de femmes laisse clairement entendre que les personnes qui y étaient enterrées étaient des laïcs.
À Tournus, en tout cas, en plus de sépultures situées à l'intérieur même de la galilée, un cimetière réservé aux laïcs était implanté au nord de cette dernière. Les laïcs qui y sont enterrés n'appartiennent pas à l'abbaye, mais sont des personnes extérieures ayant obtenu le droit de se faire enterrer dans l'enceinte du monastère.

## Répartition géographique
On retrouve particulièrement aujourd'hui des galilées dans des églises de Bourgogne (Tournus, Paray-le-Monial, Saint-Bénigne de Dijon), dans les provinces proches du Bourbonnais et du Berry (La Charité-sur-Loire, Déols, Souvigny), ainsi qu'en Suisse romande (Romainmôtier, Payerne),,.
Des galilées existent aussi en architecture gothique, dans le cas particulier du gothique anglais. La plus célèbre est celle de la cathédrale de Durham, mais on en trouve aussi à Lincoln ou Ely. Au contraire de l'interprétation post-pascale qui en est faite dans les églises clunisiennes, les galilées anglaises sont parfois interprétées comme les lieux de début de procession, rappelant en cela l'entrée de Jésus à Jérusalem, venu de Galilée vers la capitale de la Judée. À Lincoln, c'est apparemment une tradition plus dans l'esprit des constructeurs bourguignons qui a été reprise, en s'appuyant sur la phrase « Il vous précède en Galilée » (« go before you into Galilee »).

## Historiographie
Pierre-François Chifflet écrit en 1664 : « Le Journal de Bérard [en 1224] nomme ce porche galilea ecclesiae ayant (ce semble) esgard à l'origine hébraïque de ce mot qui signifie voisinage, ou bien (comme l'interprète saint Jérosme) transmigration et passage, puisqu'il est évident que ce porche ou galerie couverte est un lieu de passage et tout ensemble voisin et joignant l'église ». La fonction symbolique, évoquant la résurrection des morts, de la galilée, n'est donc pas perçue au XVIIe siècle, mais la référence scripturaire reste comprise.
En revanche, pour Pierre Juénin, dans son ouvrage de 1733, « galilea signifie nef ». À cette époque, les livres de liturgie qui évoquent les temps liturgiques institués dans la galilée utilisent les termes « in navem veteris ecclesia », soit « dans la nef de la vieille église », ce qui montre une incompréhension du rôle historique et de la genèse architecturale du bâtiment.
Les fouilles menées au début des années 1990 laissent initialement penser que les tombes retrouvées sont celles de moines, et que la galilée était un lieu d'inhumation monastique. Des études plus récentes, notamment au cours des années 2000, ont pu établir que des hommes comme des femmes étaient enterrés sous l'atrium, ce qui invalide l'hypothèse d'inhumation de moines, et corrobore celle de laïcs, bienfaiteurs, ouvriers, pèlerins ou quémandeurs.